# 阮福洪侹
阮福洪侹（越南语：／，1843年12月2日—1884年），越南阮朝绍治帝第二十三子，生母婕妤阮氏鸞。
紹治三年十月十一日（1843年12月2日），阮福洪侹在順化京城出生。年少驕縱，多次遭到皇帝切責。嗣德十一年（1858年）正月，受封為奇英郡公（越南语：／）。後因毆打看門士兵被罰兩年俸祿。嗣德三十一年（1878年）四月，阮福洪侹恃權不法，先是強姦民女黎氏朶，然後強買為妾，再以其非處失節為由，索要錢財，事發後革去爵位，並且不得以皇弟相稱。嗣德三十二年（1879年），恢復郡公爵位。
嗣德三十六年（1883年）冬，建福帝即位，以奇英郡公封爵犯嗣德帝諡號（“英”皇帝），改封為奇峰郡公（越南语：／）。建福元年（1884年），建福帝去世，咸宜帝即位，所有相關典禮，阮福洪侹均托故不參加，按律奪爵，廢為庶人，削去尊籍，改從母姓，為阮侹，問斬監侯。交由承天府拘禁，待其悔改再查辦。但洪侹越獄逃走，再被擒回，因患急風突然暴卒，壽四十一歲。朝廷加恩，恢復尊籍，開復為奇峰鄉侯，諡恭亮。葬於承天府香水縣安舊總安舊社，在香茶縣第六坊建祠祭祀。同慶元年（1886年），再追復為郡公原爵。

## 子女
阮福洪侹有7子3女。本房獲御賜几字部起名。
- 長子阮福膺充，襲封奇峰亭侯。